# Lakouablia
Lakouablia (arabo:الكوابلية) è un villaggio situato a Sidi Chiker nella Provincia di Youssoufia e nell'area di Marrakech-Safi in Marocco.